# Minneparken

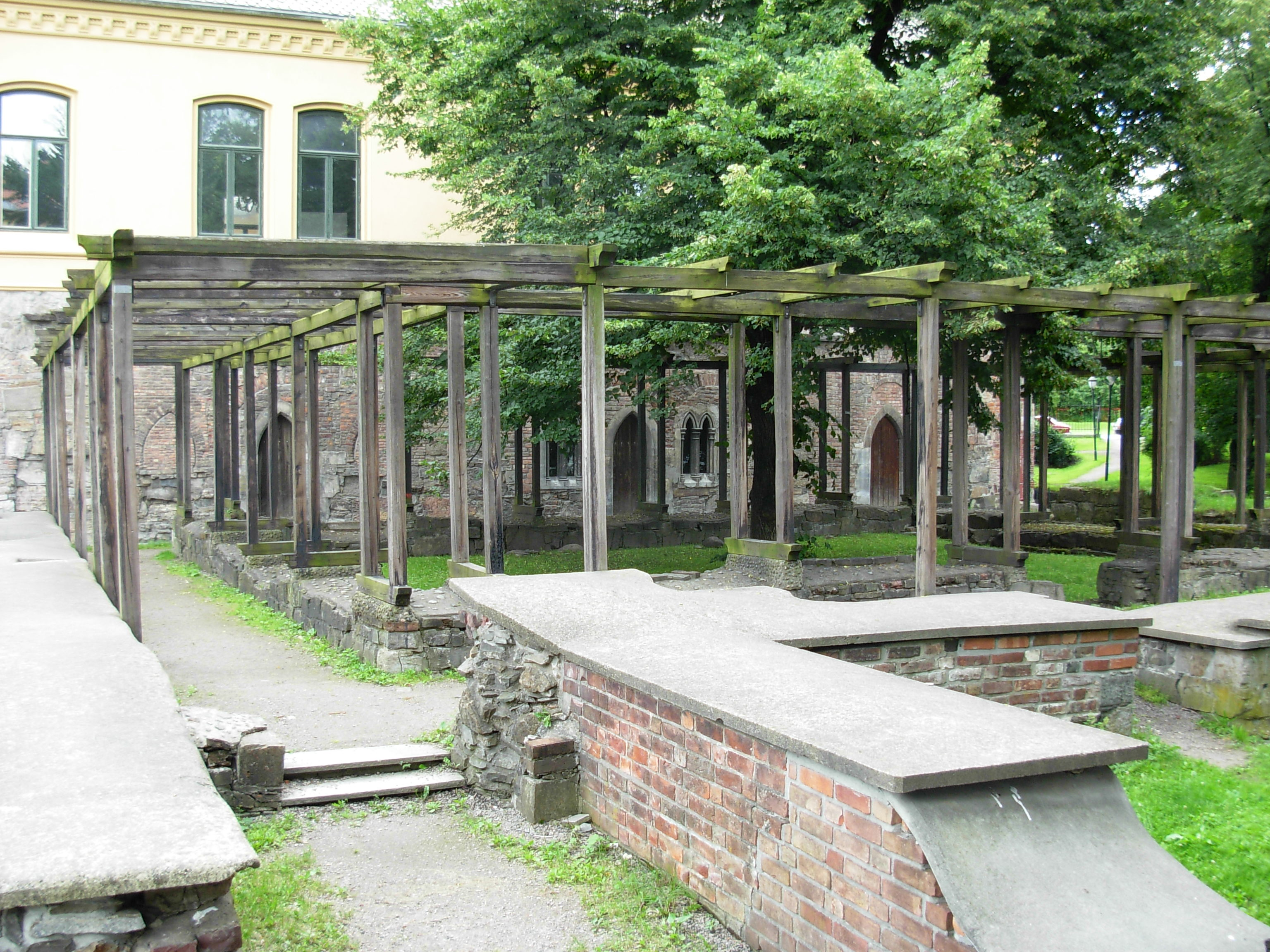
Ruinerna av Olavsklostret, med Oslo bispegård i bakgrunden

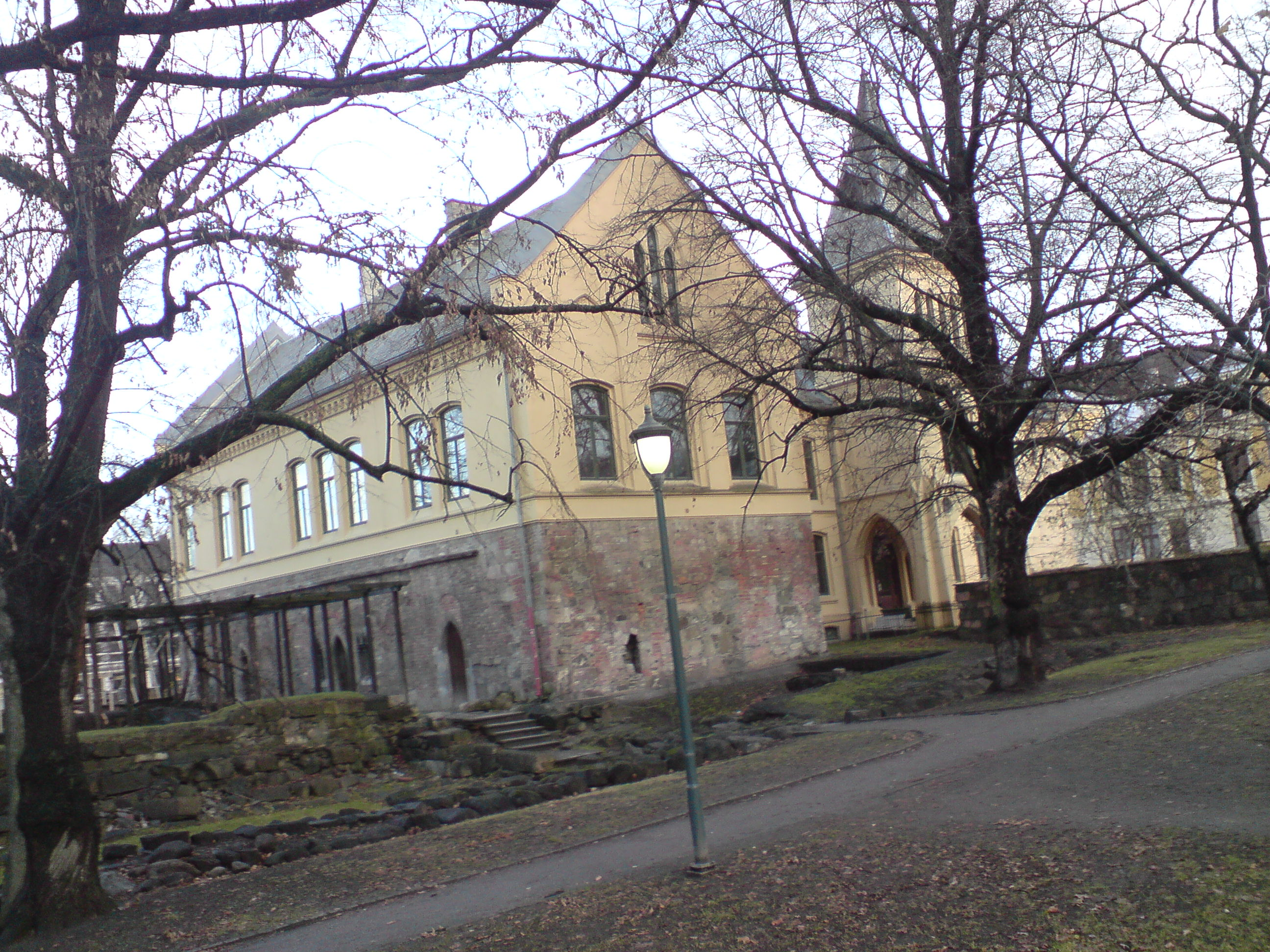
Oslo bispegård med rester av Olavsklostret som källarvåning

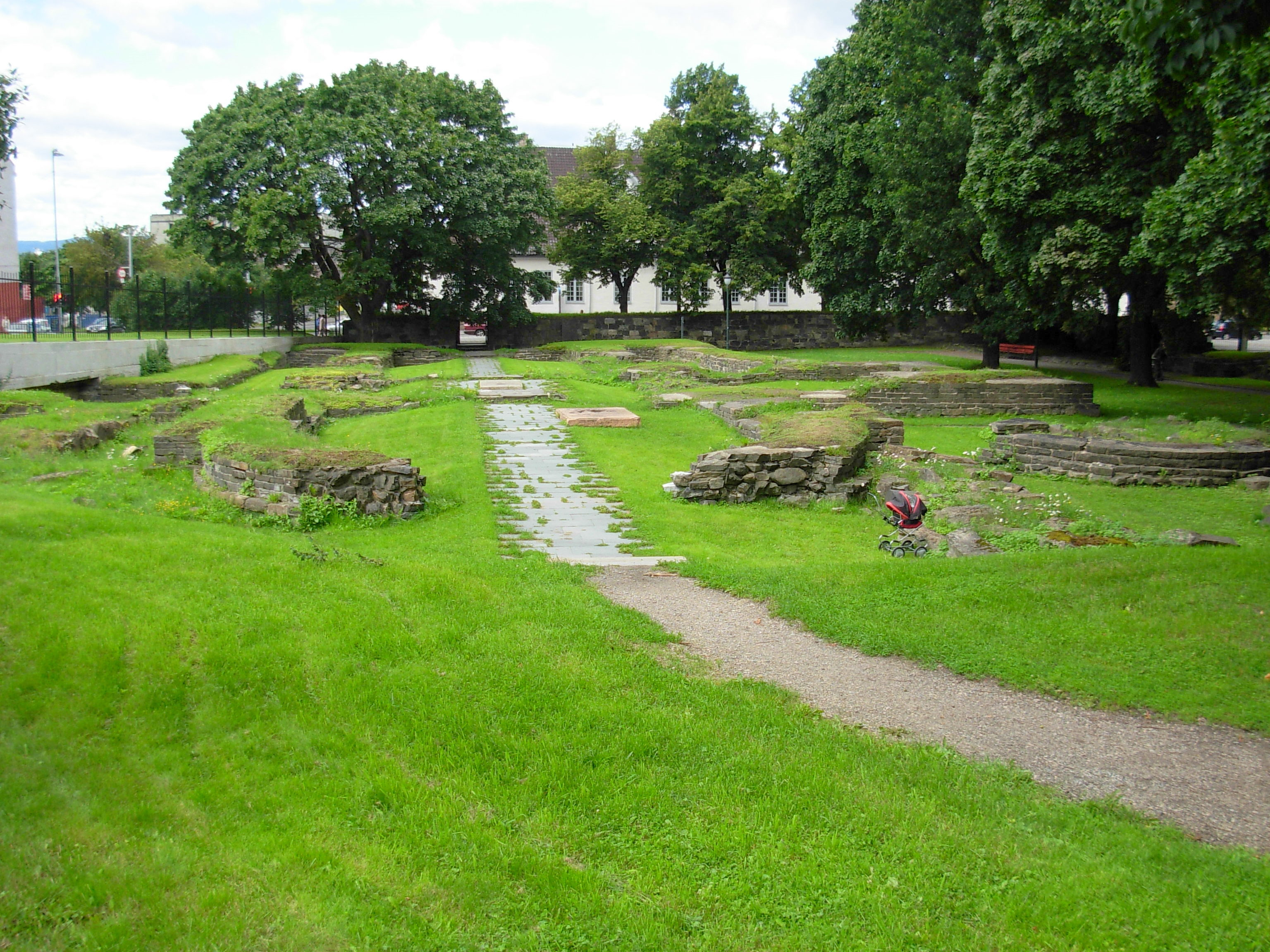
Hallvardskatedralens ruin

Minneparken är en park i anslutning till Oslo torg  i Gamlebyen i Oslo i Norge. I parken finns ruinerna efter Oslos första domkyrka Hallvardskatedralen, samt efter Olavsklostret och Korskirken.
Minneparken är 1,37 hektar stor och gränsar till St. Halvards plass och Oslo gate i väst med Oslo ladegård på den andra sidan av gatan, Bispegata i söder, St. Halvards gate i sydost, Egedes gate i ost och Arups gate i norr. 
Parken ingår i Medeltidsstaden, vars kärnområde sträckte sig från nuvarande Minneparken mot sydväst till dagens Middelalderparken med Kongsgården, Mariakirken och Oslofjordens strand. De vikrigaste gatorna Vestre strete, Bispealmenningen och Nordre strete sammanstrålade på det medeltidens stadstorg vid ingången till Hallvardskatedralen.

## Ruinerna
- Hallvardskatedralen uppfördes under tidigt 1100-tal och var en romansk basilika med centraltorn och tvärskepp. Kyrkan användes till 1660. De sista resterna av byggnaden togs ned omkring 1780 och området närmast där Hallvardskatedralens låg bebyggdes senare. De sista privata byggnaderna på kyrktomten revs på 1860- och 1870-talen.
- Dominikanerordens Olavsklostret uppfördes 1240 genom ombyggnad av den tidigare Olavskirken. Klostret byggdes om till biskopsresidens 1623. Dagens Oslo bispegård byggdes 1884 på den östra delen av klosterruinen. De västra delarna grävdes fram på 1950-talet, och klostergården och klostergången markeras numera med en pergola. Olavsklostret hade en örtträdgård norr om klosterbyggnaderna, samt en damm, där munkarna sannolikt hade karpodling. Trädgården och dammen restaurerades 1929, men kan idag bara svagt skönjas.
- Korskirken var en liten församlingskyrka för stadens norra del. Ruinen visar kyrkans grundmur och de nedersta delarna av den södra ingången, samt rester av altarets fundament och rester av kyrkogårdsmuren runt den omgivande kyrkogården.

## Historik
Åren 1872-1873 anlades den dåvarande parken, som utgjorde den norra delen av nuvarande Minneparken. Detta var den första parkanläggningen för att markera Medeltidsstaden. Utgrävningar av Hallvardskatedralen påbörjades 1865 och fortsatte 1879. Arkitekten och arkeologen Gerhard Fischer ledde senare utgrävningar på 1920-talet. Hallvardskatedralen grävdes ut 1921 och Korskirken 1922. Gerhard Fischer lade fram en plan för Minneparken, som godkändes av kommunen 1928. De norra delarna av parken fick ligga öppna som hagmark, och denna sträckte sig nästan ända fram till Hovedbanen.
Minneparken öppnades officiellt 1932 av riksantikvaren Harry Fett. Vid denna tidpunkt var parken en öppen och luftig anläggning, med Hallvardskatedralens ruin som främsta attraktion. Området med Korskirkens ruin och en lekplats anlades av parkförvaltningen 1932–1933.
På 1960-talet lades ett betonglock över den södra delen av parken för att göra om Bispegata till en fyrfilig bilgata.
År 1979 avtäcktes två bronsreliefer av Gerhard Fischer och konsthistorikern Dorothea Fischer i parken, utförda av Boge Berg (född 1944).